# Colombia Médica
Colombia Médica es una revista médica revisada por pares editada y financiada por la Universidad del Valle que se publica desde el año de 1970. Fue fundada por Rodrigo Guerrero Velasco bajo el nombre de Acta Médica del Valle. En 1980, se cambió el nombre de la revista al actual, Colombia Médica. En 1998 desaparece la versión tradicional en papel y se abre un portal de Internet para la difusión de los artículos en formato digital y electrónico. Este cambio permite el acceso inmediato de los motores de búsqueda a los contenidos de la revista para presentar la información de los artículos científicos de una manera rápida y eficiente.
Publica artículos originales de investigación en inglés y español, además de puntos de vista y revisiones en todas las áreas de la ciencia médica y la práctica clínica. Sin embargo, Colombia Médica da prioridad a trabajos sobre medicina general e interna, salud pública y atención primaria de salud. La revista ofrece artículos científicos revisados por pares, siguiendo estrictamente las recomendaciones éticas de publicación en revistas médicas del Comité Internacional de Editores de Revistas Médicas (ICMJE).

## Indexación e impacto

### Bases de datos bibliográficas
- Index Medicus/MEDLINE/PubMed[5]
- Embase
- Dimension AI[6]
- Google Académico[7]

### Bases de datos de texto completo
- PubMed Central[8]
- SciELO[9]
- Redalyc[10]
- Europe PMC[11]
- REDIB[12]

### Índices citacionales
- Scimago[13]
- Scopus[14]
- Web of Science

### Sistemas bibliográficos de información
- MIAR[15]
- Latindex[16]
- Sherpa/Romeo

### Membresías
- ICMJE (International Committee of Medical Journal Editors)[17]
- WAME (World Association of Medical Editors)

Para el año 2017, el índice citacional Journal Citation Reports la ubicó en el puesto 99 de las revistas de Medicina general (Q3) con un factor de impacto de 0,733 (medido en el 2016). De igual manera, el índice citacional Scimago Journal & Country Rank la clasificó en el cuartil 2 (Q2) de la categoría Medicina General e Interna, basado en el SJR 2016 (0.348).
Forma parte de la colección en texto completo del National Library of Medicine - National Institutes of Health,  a través de PubMed Central desde el año 2013

## Audiencia
Está dirigida a los médicos, los políticos responsables de la salud, los estudiantes, los profesionales de todas las áreas de la salud y los investigadores en medicina, salud pública y atención de salud primaria. El alcance de los artículos publicados en la revista es mundial debido a que sus contenidos se publican en texto completo.

## Política de acceso abierto
Está clasificada como una revista de categoría Diamante (Diamond-OA) porque no tiene cobros a los autores por el proceso editorial de los manuscritos y ofrece acceso a los lectores sin restricciones de todos los artículos en su sitio web, y en los repositorios PubMed Central, Redalyc y SciELO. Se adhiere a la Budapest Open Access Initiative (BOAI).